# Тугомиричі
Родина Тугомиричів, яку іноді називають Тугомеричами або Тугоморичами, була одним із дванадцяти знатних родів Королівства Хорватія, згаданих у Pacta conventa (1102).

## Етимологія
Родове ім'я часто пов'язане з особистим іменем Тоуги, сестри білої хорватки, яка, за легендою з Х століття Про управління імперією, разом зі своєю сестрою Бугою та п'ятьма братами очолювала хорватські племена під час їхньої міграції до сучасної Хорватії. В'єкослав Клаїч зазначив, що у 852 році в Хорватському королівстві було поселення Тугарі, народ якого в латинських джерелах називався Тугарані та Тугаріні. В історичних джерелах прізвище також зустрічається у формах Tugomirik, de progenie Tugumorich, de parentella Tugomirich тощо.

## Історія
Плем'я спочатку оселилося в районі жупи Подгора, тобто території навколо Велебиту і до річки Зрманя, з центром поселення в Багу. Тим часом, у середині ХІІІ століття, їхні володіння були захоплені Павлом I Шубичем з Брібіра, особливо Багом, і тому вони мігрували в двох напрямках: одна частина переїхала на острів Крк, а іншу частину до глибинки Задара та регіону Ліка.
Найдавнішим імовірно відомим представником роду є жупан Mirogus de genere Tugomirorum, один із дванадцяти шляхтичів, згаданих у Pacta conventa (1102), які вели переговори з Коломаном, королем Угорщини, що, ймовірно, є підробкою з середини XIV століття. Згадується, що сім'я Тугомирич жила у глибинці Задара з 1189 року, коли згадується Толісій Тугомірік, до 1456 року, коли вони востаннє згадуються тут. У другій половині XIV та на початку XV століття членам, особливо гілки Шеготичів, вдалося отримати деякі маєтки у глибинці Задара, а також жупаніях Ніна та Лука, де вони обиралися суддями.
У 1248 році рід Тугоморичів згадується в списку чотирьох хорватських знатних родин Крка. Ймовірно, вони жили в місті та околицях Врбника. Вважається, що вони жили в Ліці до 1513 року, на території, якою керує плем'я Могоровичів, на південь від Рибника, де було засноване село під назвою Тугомерічі. Частина родини переїхала на південь до Поліці, поблизу Оміша. Назва села Тугаре в тому регіоні також пов'язана з родиною Тугомиричів. Оскільки на початку XVІ століття їхні маєтки перебували під загрозою завоювання Османською імперією, вони постійно мігрували до Славонії та Угорщини на північ, а також до Істрії та Італійського півострова на захід.

## Нащадки
До кінця XV століття в селі Тугомерічі розгалужувалися п'ять сімей: Бабичі, Сучичі, Суротвичі або Суротничі, можливо, Піпліч і Веселичич, члени яких регулярно обиралися на судові та керівні посади під наглядом родини Могоровичів у жупанія Ліка.
У вищезазначеному списку знатних родин Крка згадуються Андрія Жиць, Мілоня Жиць, Спреціє Домініков та інші як частина родини Тугоміричів. Відповідно, прізвище Жич, яке все ще поширене на Крку, особливо в Пунаті, ймовірно походить від родини Тугомиричів. Тому, оскільки родина Жиць спочатку жила у Врбнику, припускають, що родина Тугомирич також була там.
Оскільки вважається, що відомий рід Франкопанів походить з Крка, існує ймовірність їх зв'язку з родом Тугомиричів.